# Ophiopsila seminuda
Ophiopsila seminuda är en ormstjärneart som beskrevs av A.M. Clark 1952. Ophiopsila seminuda ingår i släktet Ophiopsila och familjen Ophiocomidae. Inga underarter finns listade i Catalogue of Life.